# Indonemoura nyukmadongi
Indonemoura nyukmadongi är en bäcksländeart som först beskrevs av Aubert 1967.  Indonemoura nyukmadongi ingår i släktet Indonemoura och familjen kryssbäcksländor. Inga underarter finns listade i Catalogue of Life.